# Floyd County Ramblers
Die Floyd County Ramblers waren eine US-amerikanische Old-Time-Gruppe aus dem Floyd County, Virginia. Der Stil der Band war angelehnt an Charlie Poole and the North Carolina Ramblers.

## Geschichte
Die Floyd County Ramblers waren Nachbarn und Freunde aus dem Floyd County, Virginia, und spielten seit den späten 1920er-Jahren zusammen. Die Mitglieder kamen alle aus der Umgebung des Check und des Belt Mountains. Die Gruppe trat regelmäßig bei WDBJ in Roanoke, Virginia, auf, wodurch sie ihre größte Bekanntheit erlangten. Durch ihren Song The Story of Freeda Bolt, der zu ihrem regulären Repertoire im Radio gehörte, wurde die Plattenfirma Victor Records auf sie aufmerksam. Der Song handelte von dem Mord an Freeda Bolt, die am 17. Dezember 1929 von Buren Harmon am Belt Mountain getötet wurde – diese Begebenheit inspirierte die Floyd County Ramblers zu diesem Song.
Victor lud die Gruppe nach New York City ein, wo sie am 29. August 1930 neben The Story of Freeda Bolt unter anderem auch die Charlie-Poole-Songs Ragtime Annie und Sunny Tennessee einspielten. Der Stil bei diesen Aufnahmen war von Charlie Poole beeinflusst, damals einer der erfolgreichsten und bekanntesten Old-Time-Musiker. Vor allem Fiddler Banks McNeil ahmte Posey Rorers melodische Spielweise nach.
Unglücklicherweise machten die Floyd County Ramblers ihre Aufnahmen auf der Höhe der Depression und obwohl sich ihre Ballade The Story of Freeda Bolt gut verkaufte, wurden keine weiteren Platten eingespielt. Die Gruppe blieb danach noch für längere Zeit zusammen und spielte in unregelmäßigen Abständen. Sam McNeil blieb musikalisch gesehen am aktivsten. Das letzte noch lebende Mitglied der Floyd County Ramblers war 1989 Walter Boone, der damals in Salem, Virginia, lebte.

## Diskografie
Alle Songs wurden auch bei Montgomery Ward veröffentlicht.
| Jahr           | Titel                                       | #       | Anmerkungen |
| -------------- | ------------------------------------------- | ------- | ----------- |
| Victor Records |                                             |         |             |
| 1930           | The Story of Freeda Bolt / Sunny Tennessee  | VI40307 |             |
|                | Step Stone / Aunt Dinah’s Quilting Party    | VI40331 |             |
|                | Ragtime Annie / Granny, Will Your Dog Bite? | VI23759 |             |